# اچ‌ام‌اس کنت (۱۶۷۹)
اچ‌ام‌اس کنت (۱۶۷۹) (به انگلیسی: HMS Kent (1679)) یک کشتی بود که طول آن ۱۵۱ فوت ۵ اینچ (۴۶٫۲ متر) بود.